# Chris Paul (fútbol americano)
Christopher Paul (Houston, Texas, 19 de noviembre de 1998) más conocido como Chris Paul, es un jugador profesional estadounidense de fútbol americano que se desempeña en la posición de lineman en Washington Commanders, equipo de la National Football League (NFL).

## Carrera
Fue seleccionado en la séptima ronda en la Reunión Anual de Selección de Jugadores de la NFL de 2022. Hizo su debut profesional con el equipo Washington Commanders, donde lleva jugando dos temporadas.